# 印裔穆斯林国民联盟政党
印裔穆斯林国民联盟政党，简称IMAN，是代表马来西亚印度裔的一个马来西亚政党。前身是2019年注册的印裔穆斯林团结党（PIBM），后来在2020年9月更改名称。

## 历史
IMAN的前身是马来西亚印裔穆斯林团结党（Parti India Muslim Bersatu Malaysia PIBM），最初成立于2019年，其政治定位是为印裔社群争取权利。该党于2020年9月修改党章，并更名为印裔穆斯林国民联盟政党。
为了应对第15届全国选举，IMAN在马六甲选举前宣布，该党希望加入由慕尤丁领导的国民联盟，并发出会有多人参与接下来的州选和寻求获胜的意愿。2021年马六甲州选举中，作为IMAN首次参与的选举，该党派出唯一侯选人阿都阿兹·奥萨尼（Abdul Aziz Osani Kasim）竞选N08马接再也州议席。IMAN总秘书阿米尔韩沙在评论该决定时指出，由于经验不足，决定先派出一名候选人作为尝试。最终在争夺该议席的5角战中，阿都阿兹·奥萨尼在票数不足的情况下落败和失去按柜金。
2022年8月4日，IMAN与祖国斗士党、泛马来西亚伊斯兰阵线和土著权威党联合创立由马哈迪·莫哈末成立的祖国行动联盟。这是一个只以巫裔和穆斯林参与的单元种族联盟。目的是缩小当前种族之间的差距来保持国家的和平与稳定，以及团结和争取第15届大选的选民，并将争取巫裔的权利作为优先事项。

## 党务组织
IMAN与Geomatika University College大学学院（GUC）签署谅解备忘录，成立IMAN教育和研究所（IPPI），作为其成员及其子女提供教育机会的机构。

## 历届选举成绩
| 年份 | 州议会议席   | 州议会议席            |
| 年份 | 马六甲州议会 | 总获胜次数 总参选次数 |
| ---- | ------------ | --------------------- |
| 2021 | 0 / 28       | 0 / 1                 |